# قرة أقاج (جرغلان)
قرة أقاج (بالفارسية: قره آقاج) هي قرية تقع في إيران في قسم جرغلان الريفي. يقدر عدد سكانها بـ 179 نسمة بحسب إحصاء 2016.